# Arnaldo de Castro Nogueira
Arnaldo de Castro Nogueira (Franca, 6 de setembro de 1920 — Brasília, 11 de agosto de 2006) foi um radialista, jornalista, economista e político brasileiro.
Foi locutor e radioator em cidades do interior de São Paulo e de Minas Gerais. Em 1944 se diplomou em Economia na Faculdade de Ciências Econômicas Álvares Penteado, na cidade de São Paulo. No mesmo ano, foi para Inglaterra, onde se tornou correspondente da rádio BBC de Londres, voltando ao Brasil em 1948.
No início dos anos 1950 participou da inauguração da TV Tupi e começou a apresentar programas criados por ele mesmo que, posteriormente, registraram enormes sucessos. São eles: Falando Francamente (o primeiro talk-show da TV brasileira), Senhora Opinião (programa de entrevistas dedicado a personalidades do sexo feminino) e Idéias e Imagens (programa que procurava debater assuntos da época).
Nessa época, assumiu a direção da Rádio Nacional. Em 1954 entrou para a UDN (União Democrática Nacional) e tornou-se vereador, deputado estadual e federal pelo estado do Rio de Janeiro. Em Brasília, foi diretor do jornal O Globo por 22 anos. Também exerceu forte presença em diversos eventos em nome das Organizações Globo, na representatividade de Roberto Pisani Marinho.
Faleceu com apenas 40% da visão, por causa de um glaucoma.

## Falando Francamente
Suas memórias estão em seu livro Falando Francamente, o último projeto a que se dedicou. No livro, Arnaldo Nogueira relata os primórdios da TV brasileira e o auge da era do rádio, onde atuou como radialista e radiator, além de alguns acontecimentos curiosos vividos como político.
Em 5 de dezembro de 2006, na Biblioteca Demonstrativa de Brasília ocorreu o lançamento póstumo do seu livro, em homenagem realizada pela família, jornalistas e amigos. No livro contou com a colaboração dos jornalistas Carlos Chagas (orelha) e Franklin Martins (prefácio), que compareceram à homenagem. O evento foi conduzido pela produtora Érica Ricco, com locução do jornalista Cristiano Torres. Na programação o também jornalista Armando Bulcão, diretor do Centro de Produção Cultural Educativa da UnB e da TV UnB, falou da memória da imprensa no Brasil, enquanto Carlos Chagas falou da carreira política e jornalística de Arnaldo Nogueira. Trechos de entrevistas da década de 1950 foram exibidos ao público, inclusive do programa Falando Francamente, com o Marechal Rondon, que inocentemente o faz perder o patrocínio do programa.
Em fevereiro de 2007, o prefeito de Franca, Sr. Sidnei Franco da Rocha, encaminhou um ofício a Renata Nogueira de Souza, filha do jornalista, tratando sobre o lançamento do livro "Falando Francamente". A família Nogueira aceitou o convite do prefeito e o lançamento do livro aconteceu com a presença de grande parte da família vindos de outras cidades para o evento realizado no dia 24 de fevereiro de 2007 na Capela do Colégio Champagnat. Grande parte do material que pertenceu ao radialista e jornalista foi doado e se encontra no acervo do Museu Histórico, Biblioteca Pública Municipal e Museu da Imagem e Som de Franca.

## Condecorações
Arnaldo Nogueira foi agraciado com a Menção Honrosa da Federação dos Bandeirantes do Brasil, com o Distintivo e Fita de Ordem de São Sebastião, recebida por ocasião do 4.º Centenário da cidade do Rio de Janeiro em 1965 e com o título de O Homem do Couro da IV Feira do Couro de 1965, na cidade de Franca.